# Hugh Manning
Hugh Manning est un acteur anglais, né Hugh Gardner Manning à Birmingham (Angleterre) le 19 août 1920, mort à Londres (Angleterre) le 18 août 2004.

## Biographie
Membre de la troupe du Bristol Old Vic, il joue ainsi au théâtre à Bristol, aux côtés de John Neville et Donald Pleasence, durant la saison 1950-1951, et effectue une partie de sa carrière sur les planches (outre Bristol, également — entre autres — à Londres et, une seule fois, à Broadway).
Au cinéma, il apparaît dans neuf films entre 1955 et 1980. Pour la télévision, il participe à deux téléfilms (en 1946 et 1976), ainsi qu'à plusieurs séries (de 1955 à 1972).

## Filmographie

### au cinéma
- 1955 : Les Briseurs de barrages (The Dam Busters) de Michael Anderson
- 1957 : The Secret Place de Clive Donner
- 1959 : Le Songe d'une nuit d'été (Sen noci svatojánské), film d'animation de Jiří Trnka (voix)
- 1959 : Notre agent à La Havane (Our Man in Havana) de Carol Reed
- 1967 : Guêpier pour trois abeilles (The Honey Pot) de Joseph L. Mankiewicz
- 1967 : Les Monstres de l'espace (Quatermass and the Pit) de Roy Ward Baker
- 1971 : La Maison qui tue (The House that dripped Blood), film à sketches de Peter Duffell
- 1973 : Le Piège (The MacKintosh Man) de John Huston
- 1980 : Elephant Man (The Elephant Man) de David Lynch

### à la télévision (sélection)
- 1946 : Le Songe d'une nuit d'été (A Midsummer Night's Dream), téléfilm de Robert Atkins
- 1966-1969 : Première série Chapeau melon et bottes de cuir (The Avengers), Saison 4, épisode 18 Le jeu s'arrête au 13 (The Thirteen Hole, 1966) de Roy Ward Baker ; Saison 5, épisode 12 Le Dernier des sept (The Superlative Seven, 1967) de Sidney Hayers ; Saison 6, épisode 27 Haute tension (Thingumajid, 1969) de Leslie Norman
- 1970 : Amicalement vôtre (The Persuaders) : Les Pièces d'or (The Gold Napoleon), de Roy Ward Baker
- 1976 : Rogue Male, téléfilm de Clive Donner

## Théâtre (sélection)
Pièces jouées à Bristol, sauf mention contraire
- 1950-1951 : The Lady's Not for Burning de Christopher Fry ; The Good Natural Man d'Oliver Goldsmith ; Sainte Jeanne (Saint Joan) de George Bernard Shaw ; L'École de la médisance (The School for Scandal) de Richard Brinsley Sheridan ; La Mégère apprivoisée (The Taming of the Shrew) et Les Joyeuses Commères de Windsor (The Merry Wives of Windsor), de William Shakespeare ; La Sonate à Kreutzer (The Kreutzer Sonata) d'Eugene Ilyin ; The Cocktail Party de T. S. Eliot ; Puss in Boots, adaptation de John Phillips, d'après Le Chat botté de Charles Perrault ; Le Magistrat (The Magistrate) d'Arthur Wing Pinero ; Blind Man's Bluff d'Ernst Toller (saison, avec John Neville et Donald Pleasence)
- 1954-1955 : La Cuisine des anges (My Three Angels) d'Albert Husson, adaptation de Samuel et Bella Spewack
- 1955-1956 : Mrs. Willie d'Alan Melville
- 1960-1961 : Le Marchand de Venise (The Merchant of Venice) de William Shakespeare (à Londres)
- 1960-1961 : Roméo et Juliette (Romeo and Juliet) de William Shakespeare, musique additionnelle de Nino Rota, avec Judi Dench (à Londres — mise en scène et décors de Franco Zefirelli —, puis en Italie, à Venise et Turin, en septembre 1961)
- 1961-1962 : Le Marchand de Venise (The Merchant of Venice) de William Shakespeare (à Bristol, puis à Nottingham)
- 1962 : Macbeth de William Shakespeare ; Sainte Jeanne (Saint Joan) de George Bernard Shaw (en tournée, à Broadway)
- 1963 : Hamlet de William Shakespeare ; Arms and the Man de George Bernard Shaw ; Un homme pour l'éternité (A Man for all Seasons) de Robert Bolt (en tournée à Ceylan et, pour Hamlet, au Pakistan)